# Reiner Finkeldey
Reiner Finkeldey (* 1962 in Minden) ist ein deutscher Forstwissenschaftler. Von 2015 bis 2021 war er Präsident der Universität Kassel.

## Leben
Nach seinem Abitur in Minden studierte Reiner Finkeldey Forstwissenschaften in Göttingen und schloss sein Studium mit Diplomprüfungen in Forstwissenschaft der gemäßigten Breiten und tropischer/subtropischer Forstwissenschaft ab. Für seine Dissertation zur Erhaltung forstgenetischer Ressourcen untersuchte er genetische Variationsmuster bei Baumarten auf Taiwan und in Deutschland.
Nach Abschluss der Promotion arbeitete Reiner Finkeldey für zwei Jahre in einem Projekt der FAO mit Sitz in Los Baños, Philippinen, über die Züchtung von Bäumen in Asien. Als Habilitationsstipendiat der Deutschen Forschungsgemeinschaft untersuchte er anschließend das Paarungssystem von Teak in Thailand bei Forschungsaufenthalten in Bangkok, Umeå, Schweden, und Göttingen. Von 1997 bis 2001 war Reiner Finkeldey als Populationsgenetiker an der Eidgenössischen Forschungsanstalt für Wald, Schnee und Landschaft (WSL) in Birmensdorf, Schweiz tätig, bevor er 2001 einen Ruf an die Universität Göttingen auf die Professur für Forstgenetik und Forstpflanzenzüchtung annahm. Die wichtigsten Forschungsgebiete von Reiner Finkeldey beziehen sich auf anpassungsrelevante genetische Variationen bei Waldbäumen an Umweltveränderungen (global change), Zusammenhänge von genetischer Variation mit Artendiversität und Ökosystemmanagement sowie genetische Variation bei Pflanzen der Tropen.

## Ämter
Von 2006 bis 2008 war Finkeldey Dekan der Fakultät für Forstwissenschaften und Waldökologie sowie von 2013 bis 2015 Vizepräsident für Forschung der Universität Göttingen. Am 28. Januar 2015 wurde er zum neuen Präsidenten der Universität Kassel gewählt und folgte damit Rolf-Dieter Postlep, der das Amt seit 2000 bekleidet hatte. Von Oktober 2015 bis September 2021 hatte er dieses Amt inne.